# TuxGuitar
TuxGuitar é um programa de computador, do tipo freeware de código livre, de edição de partituras e notação musical, desenvolvido pela Herac Modern Solutions, baseado no software shareware de código fechado Guitar Pro, trabalhando com arquivos de mesmo formato computacional (extensão .gp3, .gp4, .gp5 ) além dos arquivos próprios (extensão .tg). É considerado um dos principais programas do ramo.
Geralmente para que o programa funcione com som é necessário também instalar uma biblioteca MIDI extra, tal como TiMidity++.

## Sistemas
Há versões disponíveis para os sistemas Microsoft Windows, Mac OS X, Linux, FreeBSD, e uma versão online do tipo Java Web Start. Sendo considerado um dos editores de partitura mais populares para computador.

## Características
Ao realizar uma comparação entre TuxGuitar e Guitar Pro, o primeiro apresenta duas pequenas desvantagens principais:
- A interface gráfica (aparência) do programa é um pouco mais simples;
- A qualidade sonora MIDI é consideravelmente inferior, característica que deverá ser minimizada com o lançamento da versão 2.0.

Apesar disso o programa é um grande concorrente do software da Arobas Music pelo fato de ser, como grande parte dos softwares livres, gratuito, e poder ser baixado diretamente pelos gerenciadores de pacotes, tais como o Synaptic, já que está disponível nativamente para diversas distribuições Linux. Além disso, o software também está disponível em formato flatpak no repositório oficial do flathub, tornando-o compatível com ainda mais sistemas Linux.

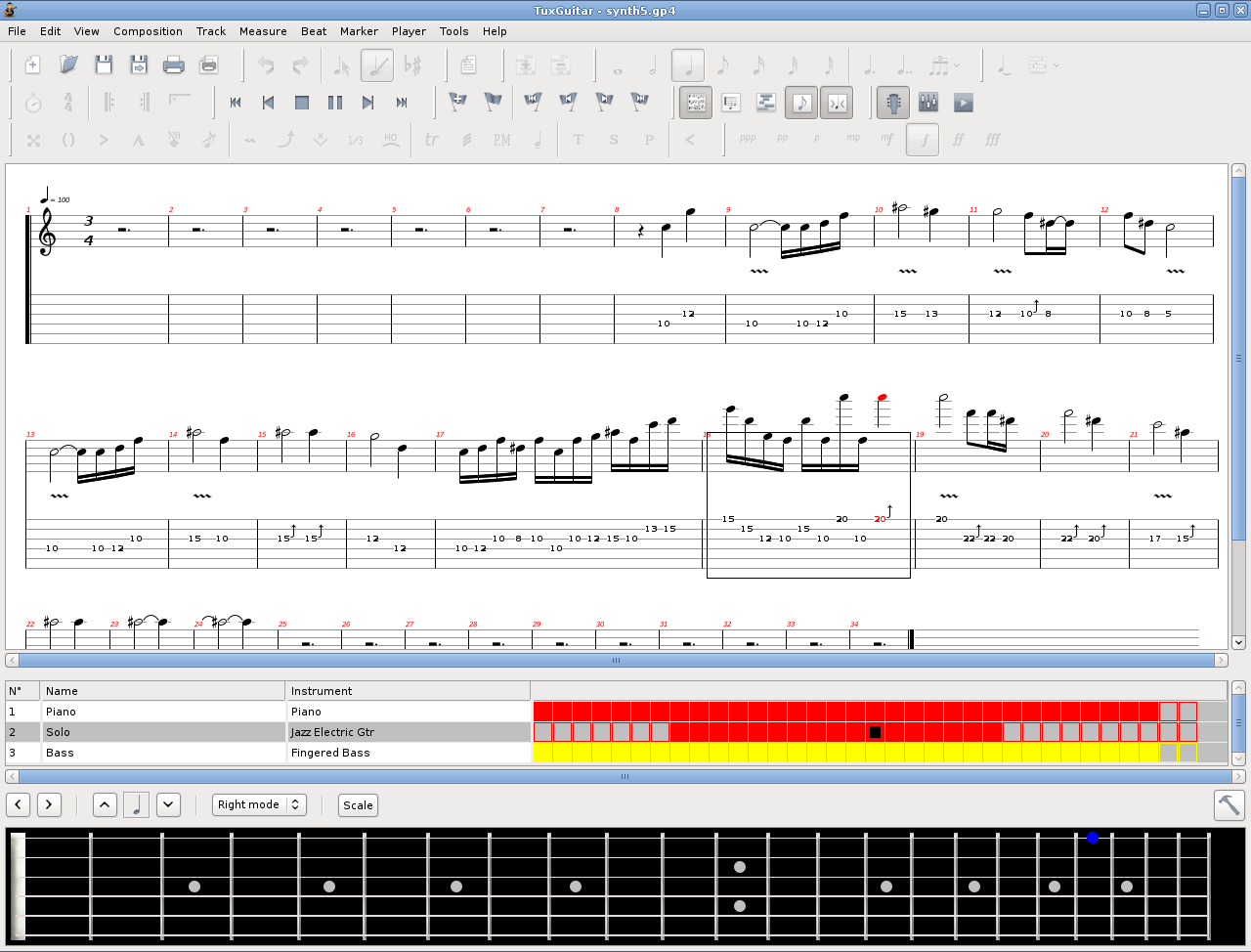
Captura de ecrã do programa.